# Bia Grodziskie
Grodziskie (phát âm là Grow-Jees-K’ya), còn được biết đến với cái tên là Grätzer, là một loại bia có xuất xứ từ Ba Lan. Grodziskie được mệnh danh là “sâm panh Ba Lan” bởi màu sắc vàng trong và nồng độ cacbonat cao. Theo thời gian, Grodziskie đã trải qua nhiều thăng trầm cùng với lịch sử Ba Lan và ngày càng trở nên nổi tiếng hơn bởi chất lượng và đặc trưng của nó.

## Lịch sử

### Truyền thuyết về tu sĩ Bernard z Wąbrzeźna

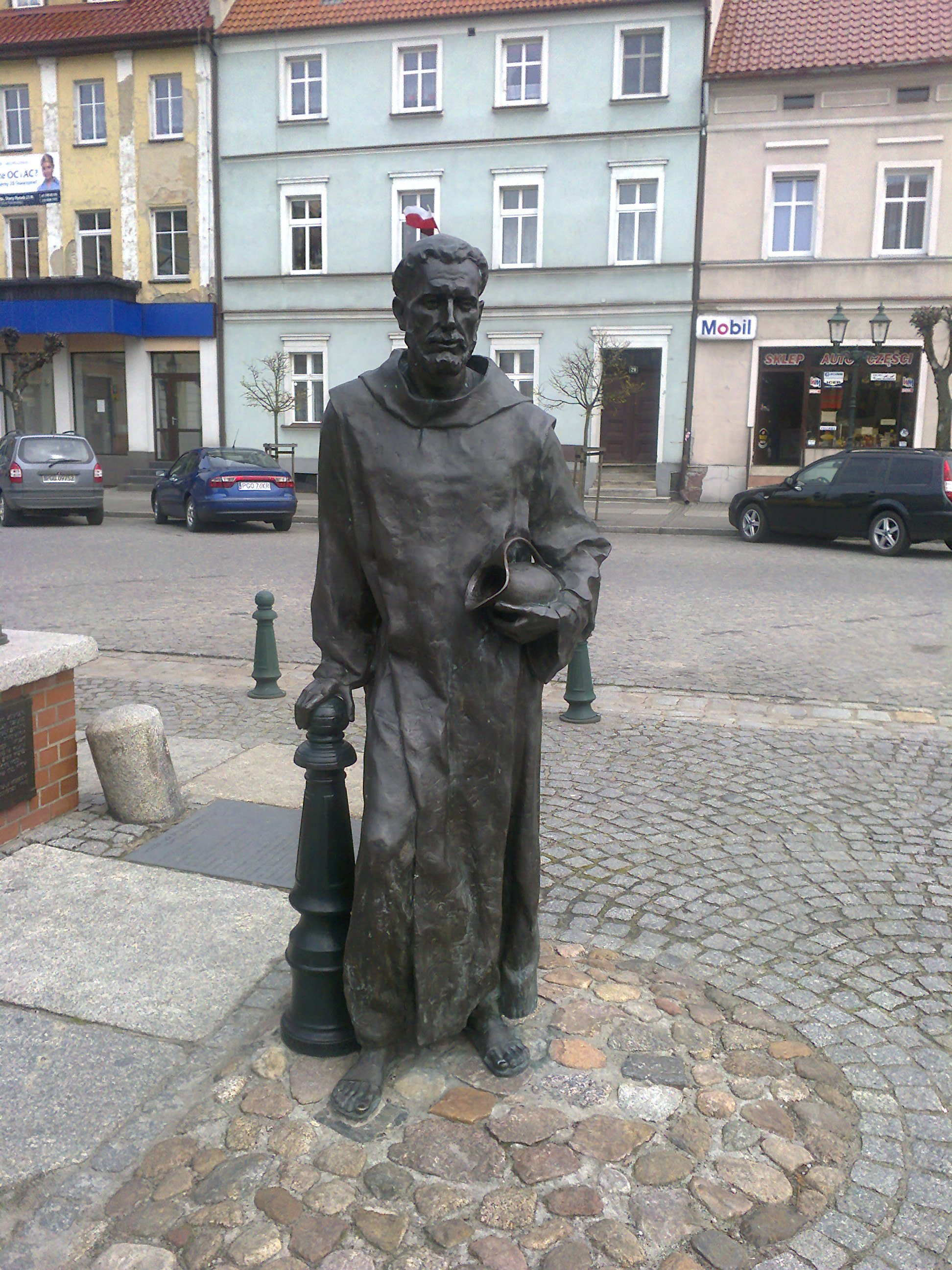
Tượng Bernard z Wąbrzeźna tại Grodzisk

Khởi nguồn của bia Grodziskie bắt đầu từ truyền thuyết về một tu sĩ dòng Thánh Benedict, tên là Bernard z Wąbrzeźna. Vào khoảng năm 1603, Bernard tới thị trấn Grodzisk và thấy nhiều người chết vì bệnh tật và đói khát do các giếng nước ở đây đã cạn kiệt hết. Lúc bấy giờ, Grodzisk là một thị trấn phụ thuộc chủ yếu vào nghề làm bia. Thấy vậy, Bernard đã cầu nguyện Chúa và chẳng lâu sau, các giếng nước đã đầy ắp trở lại. Truyền thuyết kể lại, nước trong các giếng mới, không chỉ làm người dân trong thị trấn khỏe mạnh trở lại, mà còn khiến hương vị của bia được làm ra từ đây ngon hơn bao giờ hết.
Cứ thế, nghề làm bia ở Grodzisk ngày càng phát triển. Trong suốt 200 năm sau, người dân của Grodzisk, hàng năm vẫn mang bia về tu viện của Bernard để tỏ lòng biết ơn.

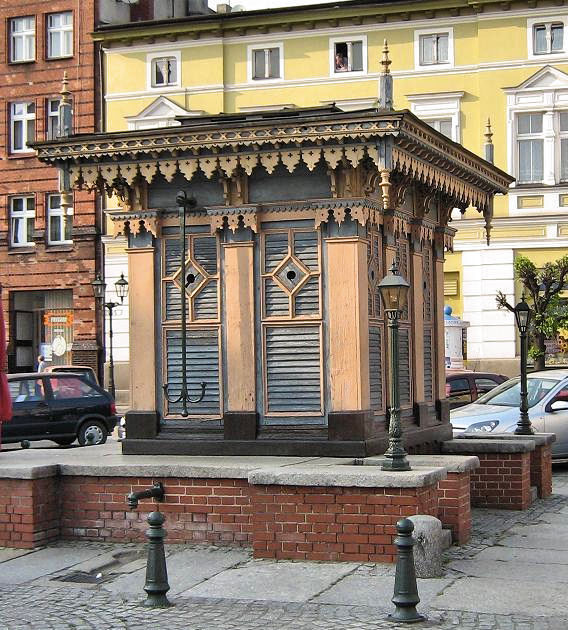
Giếng tại quảng trường Old Market, tại thị trấn Grodzisk, theo truyền thuyết gắn với Bernard of Wąbrzeźno

### Grätzer
Năm 1793, thị trấn Grodzisk bị sát nhập vào lãnh thổ của Vương quốc Phổ do sự chia cắt đất nước lần thứ hai của Ba Lan. Đến năm 1918, khi người Ba Lan giành được độc lập, thì trong suốt 125 năm thị trấn Grodzisk được gọi là Grätz, đây là lý do mà bia Grodziskie còn được là Grätzer.
Việc mất chủ quyền và trở thành một phần của Tây Phổ không làm cho sức hút của bia Grätzer bị giảm đi. Ngược lại, bia Grätzer còn ngày càng phát triển mạnh mẽ hơn, đến nỗi các nhà đầu tư ở Anh Quốc, thuộc tập đoàn "The Gratzer Breweries Limited" còn cố gắng mua lại các nhà máy bia ở Grätz, để chiếm độc quyền bán trên thị trường.
Theo các ghi chép, từ năm 1890, các nhà máy bia ở Grätz đã sản xuất hơn 100,000 hL bia, trong đó bia Grätzer được sản xuất với số lượng lớn nhất. Đồng thời, Grätzer cũng được xuất khẩu sang nhiều nước Châu Âu và trở thành một loại bia cao cấp.

### Thời kỳ suy tàn của bia Grodziskie
Từ năm 1922, bia Grodziskie được Nội các Ba Lan đặt dưới sự bảo hộ của từng khu vực. Việc sản xuất bia được tiếp tục dưới thời Đức chiếm đóng Ba Lan trong Thế chiến II và bia được phân phối cho lực lượng chiến đấu của Đức trong chiến tranh. Sau Chiến tranh thế giới thứ hai, các nhà máy bia bị quốc hữu hóa do chính quyền Cộng sản Ba Lan tập trung sản xuất các nhu yếu phẩm như bánh mì, sữa và đường, khiến truyền thống ẩm thực của các địa phương bị rơi vào lãng quên, từ đó bia Grodziskie cũng dần rơi vào thời kỳ tàn lụi. Sau khi thời kỳ Cộng sản ở Ba Lan kết thúc vào năm 1989, việc sản xuất bia thuộc sở hữu tư nhân của tập đoàn bia Lech Browary Wielkopolski, nhưng cuối cùng vẫn kết thúc vào năm 1993, do không có lợi nhuận và khó khăn trong khâu tìm kiếm nhân công.

### Grodziskie hồi sinh
Bia Grodziskie chỉ thực sự được hồi sinh khi Hiệp hội các nhà sản xuất bia tại gia Ba Lan thành lập một Ủy ban phục hồi bia Grodziskie vào năm 2011. Cũng trong năm 2011, một nhà máy bia của Mỹ, Choc, đã tiến hành nghiên cứu lại công thức làm bia Grodziskie và cho ra mắt sản phẩm của riêng mình.
Năm 2015, hãng Browar w Grodizisku đã cho ra mắt sản phẩm bia Grodziskie được làm theo công thức truyền thống. Theo thời gian, bia Grodziskie đã và đang lấy lại được vị thế của mình trên thị trường bia thế giới.

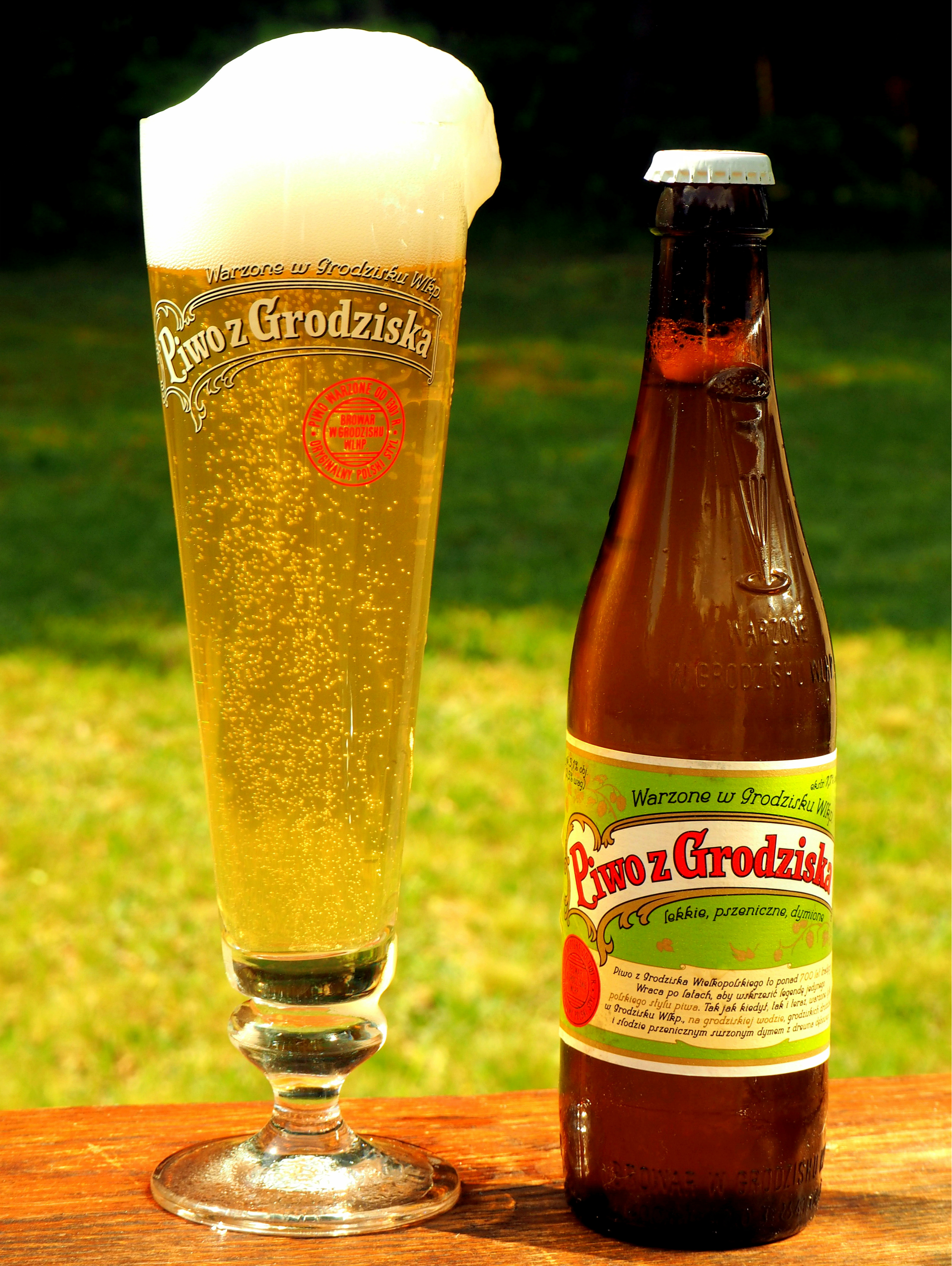
Piwo z Grodziska, một sản phẩm bia tái hiện lại bia Grodziskie truyền thống. Độ cồn theo thể tích: 2,5% - 5%

## Đặc trưng

### Màu sắc
Bia Grodziskie đạt chuẩn chất lượng phải có màu vàng nhạt, tươi sáng, nhiều bọt với lớp bọt dày.

### Hương vị
Bia Grodziskie có hương thơm thanh khiết hòa quyện cùng hương khói gỗ sồi. Bia có vị ngọt pha đắng nhẹ, khi uống có thể cảm nhận được vị của hoa bia pha lẫn với hương khói gỗ sồi.

### Cách thưởng thức
Bia Grodziskie thường được phục vụ trong ly hình nón, giống chiếc kèn dài. Đồng thời, nhiệt độ thích hợp để thưởng thức bia là 50-55 °F. Bia Grodziskie rất hợp để thưởng thức cùng các món thịt xông khói và thịt nướng. Ngoài ra, bia còn có thể kết hợp với các món hải sản như cá hồi, hàu nướng và các loại salad.